# 김장곤
김장곤(1938년 11월 11일~)은 대한민국의 정치인이다. 제14대 국회의원을 지냈다.

## 역대 선거 결과
|  | 16.76% |

|  | 17.08% |

|  | 17.52% |

|  | 5.32% |

|  | 54.62% |